# 수어족

수어족의 분포 (카토바어군 포함)

수어족(Siouan languages)은 북아메리카 중부에 주로 분포한 원주민 언어들이 이루는 어족이다. 수어족의 언어들을 구사하는 민족들이 수 제족(Siouan peoples)이다.
수어족에는 적어도 5개의 어군이 포함되어 있는데, 멕시코 만 연안지역의 어군(빌록시어·오포어·투텔로어 등), 미주리 강 상류지역의 어군(히다차어·크로어 등), 북부 평야지역의 어군(진정한 의미의 수어인 다코타어), 중부 평야지역의 어군(오마하어·오세지어·퐁카어·칸사어·콰포어), 오대호 지역의 어군(위네바고어 등)이 있다. 캐롤라이나 지방에서 쓰이다가 지금은 없어진 카토바어(Catawba)도 수어족으로 분류될 수 있다.

## 분류
I. 미주리강어파(a.k.a. 크로우-히다차어파)
1. 크로우어 (a.k.a. 아브사로카, 아프사로카, 아프살로케, 우프사로카)
2. 히다차어 (a.k.a. 그로 방트르, 미니타리, Minnetaree)
II. 만단어파
3. 만단어
a. Nuptare
b. Nuetare
III. 미시시피 계곡 어파(a.k.a. 중앙 수어파)
A. 다코타어 (a.k.a. 수-아시니보인-스토니)
4. 수어
a. 산티-시세톤 (a.k.a. 산티, 동부 수어, 동부 다코타)
i. 산티
ii. 시세톤
b. 양크톤-양크토니 (a.k.a. 양크톤, 중앙 수어, 서부 다코타)
i. 양크톤
ii. 양크토니
c. 라코타어 (a.k.a. 라코타, 테톤, 서부 수어)
i. 북부 라코타
ii. 남부 라코타
5. 아시니보인어 (a.k.a. 아시니보인, 나코타, 나코다, 나코나)
6. 나코다어 (a.k.a. 앨버타 아시니보인, 나코다)
B. 오토-위네바고어파 (a.k.a. Chiwere)
7. 오토어 (a.k.a. Ioway-Otoe-Missouria, Ioway-Otoe)
a. 아이오와어 (a.k.a. Ioway)
b. 오토어 (a.k.a. Oto, Jiwere)
c. 미주리어 (a.k.a. Missouri)
8. 위네바고어 (a.k.a. Hocák, Hochunk, Hochank, Hocangara, Hotcangara, Hochangara)
C. 데기하어 (a.k.a. 데기한)
9. 퐁카어
a. 오마하어
b. 퐁카어 (a.k.a. Ponka)
10. 칸사-오세이지어
a. 코어 (a.k.a. Kanza, Kaw) (†)
b. 오세이지어
11. 콰파어 (a.k.a. Kwapa, Kwapaw, Arkansas) (†)
IV. 오하이오 계곡 어파 (a.k.a. 남부 수어)
A. 버지니아수어
12. 투텔로어
13. 사포니어 (a.k.a. Saponey) (†)
14. 모니톤어 (a.k.a. 모나칸) (†)
15. Occaneechi
B. 미시시피 수어 (a.k.a. Ofo-Biloxi) (†)
16. 빌록시어 (†)
17. 오포어 (a.k.a. Ofogoula) (†)
(†)는 사어

## 특징
이로쿼이어족 및 캐도어족과 함께 가설적인 매크로-수어족에 속한다고 주장하는 학자도 있다.